# 喜多壮太郎
喜多 壮太郎（きた そうたろう、1963年 - ）は、ウォーリック大学心理学部の教授である。喜多教授の研究テーマは、発話と同時に産出されるジェスチャー (co-speech gesture)の心理言語学的特性、空間言語と発達心理学と認知の関係、音象徴である。喜多はシカゴ大学で博士号を取得し、デビッド・マクニールの研究室で働いていた。1993年から2003年まで、マックス・プランク心理言語学研究所のジェスチャー・プロジェクトを率いていた。
2017年4月より「GESTURE」（アムステルダムのジョン・ベンジャミンズ発行）の編集者を務める。2010年から2012年まで国際ジェスチャー学会副会長、2012年から2014年まで同会会長を務めた。

## 職歴
- 1993-2003 マックス・プランク心理言語学研究所（英語版）でジェスチャー・プロジェクトを主導
- 1993-1994 マックス・プランク心理言語学研究所ポスドク研究員
- 1994-2003 マックス・プランク心理言語学研究所主任研究員
- 2003-2006 ブリストル大学実験心理学部上級講師
- 2006-2013 バーミンガム大学心理学部講師
- 2013年- ウォーリック大学言語心理学教授

## 主な出版物
- Katherine H. Mumford, Sotaro Kita (2014). “Children Use Gesture to Interpret Novel Verb Meanings”. Child Development 85 (3):  1181-1189. doi:10.1111/cdev.12188.
- Chu, M., & Kita, S. (2011). "The nature of gestures' beneficial role in spatial problem solving." Journal of Experimental Psychology: General, 140(1), 102-115. doi:10.1037/a0021790
- Mutsumi Imai, Sotaro Kita, Miho Nagumo, Hiroyuki Okada (2008). “Sound symbolism facilitates early verb learning”. Cognition 109 (1):  54-65. doi:10.1016/j.cognition.2008.07.015. ISSN 0010-0277.
- By Ann Senghas, Sotaro Kita, Asli Özyürek (2004). “Children Creating Core Properties of Language: Evidence from an Emerging Sign Language in Nicaragua”. Science (American Association for the Advancement of Science) 305 (5691):  1779-1782. doi:10.1126/science.1100199. ISSN 0036-8075.
- Sotaro Kita, Asli Özyürek. “What does cross-linguistic variation in semantic coordination of speech and gesture reveal?: Evidence for an interface representation of spatial thinking and speaking”. Journal of Memory and Language 48 (1). doi:10.1016/S0749-596X(02)00505-3. ISSN 0749-596X.
- 喜多壮太郎 『ジェスチャー 考えるからだ』 金子書房、2002年。